# Litteul Kévin
Vous lisez un « bon article » labellisé en 2018.
Litteul Kévin est une bande dessinée humoristique française créée par Coyote et publiée aux éditions Fluide glacial de 1993 à 2003 puis aux éditions Le Lombard de 2009 à 2014.
La série raconte la vie de famille de Kévin, un enfant d'une dizaine d'années à l'humour corrosif. Il évolue entre son père motard et sa mère au physique de pin-up. L'humour y est principalement constitué de blagues et de jeux de mots. Bien que se déroulant au sein d'une famille de motards, les histoires racontent avant tout les petits travers familiaux. Dans ses derniers albums, Coyote aborde également des thèmes de société comme l'homosexualité.
Litteul Kévin est créé en 1991 par Coyote peu de temps après son entrée au sein du magazine Fluide glacial. Les histoires sont d'abord pré-publiées dans ce magazine puis éditées dans sept albums. En 2005, Coyote quitte le magazine pour rejoindre les éditions Le Lombard. Il y réalise trois albums supplémentaires et un hors-série. Sa mort en 2015 met un terme à la série.
Héritier du style graphique de Gotlib et d'Uderzo, le dessin de Coyote est apprécié pour son côté soigné et détaillé. Les scénarios des histoires sont estimés par les critiques qui en soulignent l'humour « bon enfant » et les bons sentiments.

## Univers

### Synopsis
La série met en scène Kévin, un petit garçon taquin, gouailleur et très éveillé ainsi que ses parents, un couple de motards un peu décalés. Les différents albums présentent une compilation de courts récits humoristiques. L'humour y est essentiellement à base de blagues et de jeux de mots, l'auteur Coyote étant très friand de ce style d'humour. Il utilise d'ailleurs des jeux de mots pour les titres des histoires. La plupart du temps, il trouve d'abord le titre puis il développe ensuite l’histoire.

### Personnages principaux
- Kévin est le personnage principal de l'histoire. Il est le fils unique de Gérard et Sophie, un couple de motards. C'est un petit garçon d'une dizaine d'années, drôle et intelligent[4]. Kevin possède la gouaille de son père et le bon sens de sa mère[5]. Il est scolarisé à l'école Sainte-Marie-de-Noeud-Vert où vont également ses deux meilleurs amis Charly et Cacahuète[p 1]. Son père lui a construit une Harley-Davidson à sa taille[4]. Coyote lui donne le prénom de son propre fils, né au printemps 1987[6],[2],[a 1].
- Gérard[p 2] dit Chacal est le père de Kévin. Il est grand et costaud[4], mais pas très malin ; il est en fait un dur au cœur tendre[5]. Sa mère Lucy est écossaise et son père Lucas est français[p 3]. Lucy décède en donnant naissance à Gérard. Lucas, alors légionnaire, ne se sentant pas capable de l'élever, le confie à l'aide sociale à l'enfance[p 4]. Gérard est placé dans une famille d'accueil[p 5]. Il devient très tôt motard et prend le pseudonyme de Chacal[p 6]. Il commence ensuite sa vie professionnelle en tant que portier[p 7] puis fonde avec son ami Hulk un club de motards qui sert également d'agence de sécurité pour les concerts[p 8],[p 9]. Coyote semble transposer beaucoup de lui dans ce personnage[7]. Il est d'ailleurs vu par certains critiques comme étant le véritable personnage principal de la série[7],[8].
- Sophie est l'épouse de Chacal et la mère de Kévin[p 10]. Elle a un physique très avantageux mais ne joue pas la femme-trophée pour autant[5]. Issue d'une famille aisée, elle passe de nombreuses vacances de son enfance au chalet de ses parents à la montagne[p 11]. Sophie est professeur de gymnastique dans une salle de sport[4]. C'est elle le véritable chef de famille[9]. Elle veille à la bonne éducation de son fils et sait se faire respecter par les hommes[5]. Contrairement au personnage de Kévin, Sophie ne ressemble pas à la femme de Coyote, qui ne porte d'ailleurs pas ce prénom[10],[11]. Coyote la dessine plantureuse mais « ses gros seins sont une caricature » à l'instar du gros nez de Chacal[12].

### Personnages secondaires
- Agnès est la sœur de Mammouth, le personnage principal de la première série de Coyote : Mammouth & Piston[a 2]. Elle apparait d'ailleurs dès 1989 dans la quatrième histoire de Mammouth, Une chose sûre[a 3]. Agnès est diététicienne de profession[a 2]. Séparée du père de son enfant[a 3], elle sort avec Hulk puis l'épouse[p 12].
- Cacahuète est un ami de Kévin. Il est très perturbé et va donc régulièrement consulter un psychologue[p 13].
- Charles-Henri dit Charly est le plus ancien copain de Kévin. Sportif, il pratique le rugby en club[p 13]. Charly est physiquement très proche de Tintin[p 14].
- Dan Wagner est un membre du club de motards d'Hulk. Ancien militaire, il a connu Lucas, le père de Chacal comme chef instructeur à Djibouti[p 15]. Tout comme Hulk, il est créé avant Kévin et sa famille, au début de l'année 1991[a 4].
- Frida est le petite sœur d'Hulk, le meilleur ami de Coyote[p 16]. Elle est en seconde année de médecine et sert parfois de nounou à Kévin[p 17].
- Hulk est le meilleur ami de Chacal. Ils se sont rencontrés petits dans un foyer de l'aide sociale à l'enfance[p 2]. Il est le président de leur club de motards. Coyote s'est d'ailleurs inspiré d'un vrai président de club. Ce personnage est créé en 1989 avant Kévin et sa famille pour un magazine de motos[a 2].
- Nounours ou Gros Paf est un membre du club de motards d'Hulk. Tout comme Chacal, il commence sa carrière professionnelle en tant que portier[p 18],[Note 1].

### Principaux lieux de l'action
Les histoires se déroulent principalement dans cinq lieux. Il s'agit, par ordre d'importance, de la maison de la famille de Kévin, du local appartenant au club de motards de Chacal, de la cabane où se réunissent Kévin et ses copains, de l'école privée Sainte-Marie-de-Nœud-Vert où est scolarisé Kévin et du chalet de montagne que possède la mère de Sophie.

## Historique

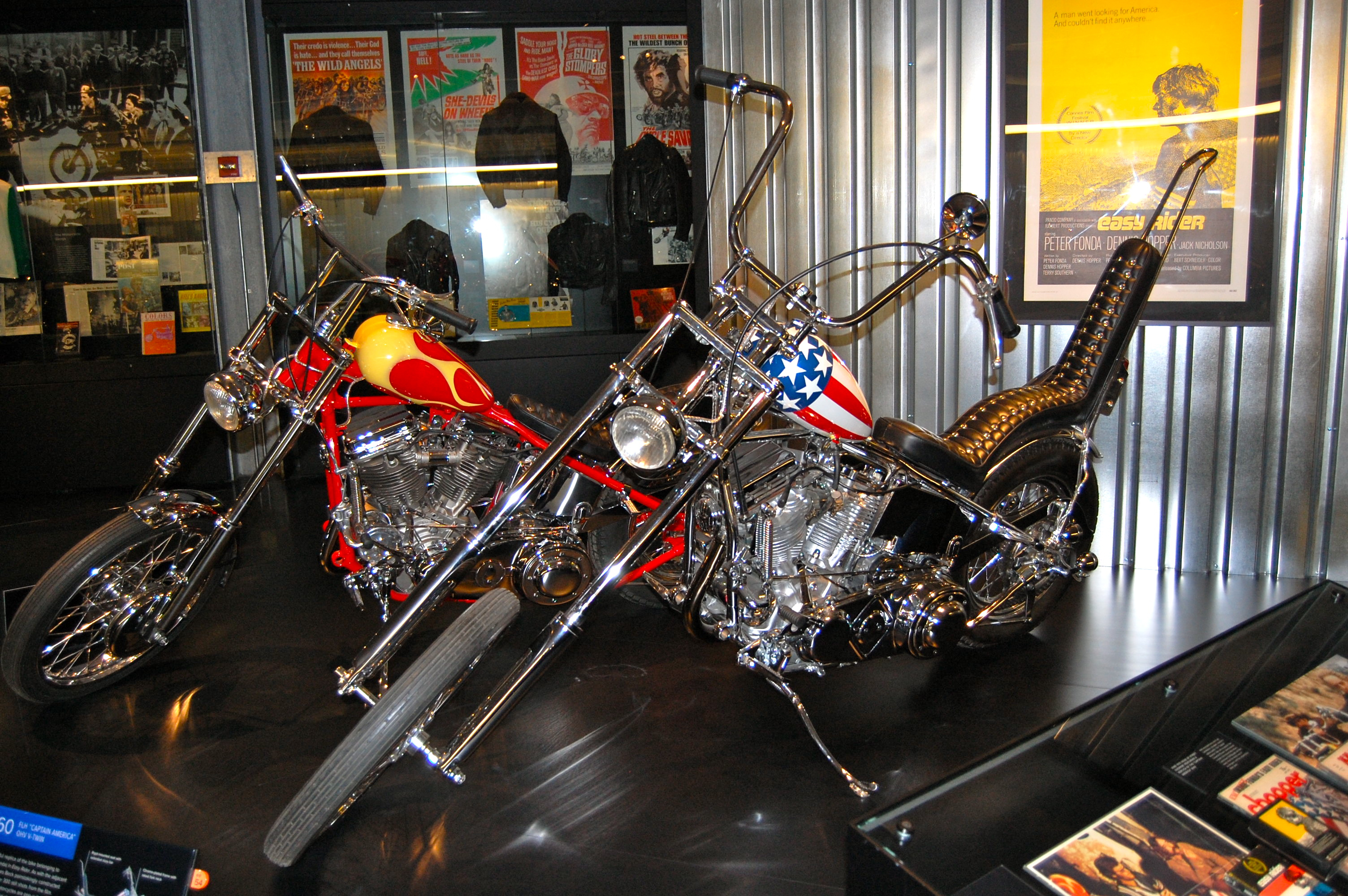
Répliques des motos du films Easy Rider.

C'est en 1974, à l'âge de onze ans, que Philippe Escafre découvre le monde de la moto à travers le film Easy Rider (1969),. Il devient ensuite motard et se fait alors appeler Coyote. Mais sa vie professionnelle l'oriente vers une autre de ses passions : le dessin. En 1988, il est engagé comme illustrateur pour plusieurs magazines spécialisés dans les motos,. C'est pour l'un d'eux, Hog Bike, qu'il crée en 1989 sa première série : Mammouth & Piston. Elle met en scène, à travers des histoires courtes humoristiques, un motard propriétaire d'un bar et son rat de compagnie dénommé Piston. En 1989 toujours, il réalise pour la fédération française des motards en colère ses premières bandes dessinées à l'intérieur d'un album collectif baptisé Zéro de conduite. Dans une histoire, il met en scène un motard et son fils, un petit garçon très proche graphiquement de Litteul Kévin. Il est ensuite repéré par Jean-Christophe Delpierre, rédacteur en chef du magazine de bande dessinée Fluide glacial pour lequel il réalise en septembre 1990 et février 1991 deux histoires courtes d'une série éphémère : Bébert, clochard et philosophe,,,,.
Au début de l'été 1991, Delpierre demande à Coyote de créer pour Fluide glacial une nouvelle série mettant à l'honneur des motos,. Coyote s'inspire alors de sa propre famille pour créer cette série dès septembre. Il la baptise Litteul Kévin car comme il adore dessiner son jeune fils Kévin alors âgé de quatre ans, il en fait le personnage principal de la nouvelle bande dessinée. Little vient du nom de Little Nemo, un gamin qui rêve et l’orthographe Litteul est une référence à Édika, un des dessinateurs du magazine Fluide glacial. La série est alors pré-publiée dans le magazine puis reprise dans sept albums de juin 1993 à juin 2003.
En 2004, Coyote commence une série baptisée Les Voisins en coécriture avec Nini Bombardier. La série commence à être pré-publiée dans le magazine Fluide glacial. Mais en 2005, à la suite du changement de la rédaction de Fluide glacial et à l'ambiance délétère qui s'ensuit, Coyote quitte le magazine,. Alors, il contacte puis rejoint les éditions du Lombard chez qui il publie sa nouvelle série, rebaptisée pour l'occasion Les Voisins du 109,,,.
Il laisse donc de côté pendant quelques années Litteul Kévin et sort en janvier 2006 et octobre 2008 deux albums de sa nouvelle série. L'année suivante en octobre, après huit mois de travail, il publie le huitième album de Litteul Kévin en version couleur et en version noir et blanc,. Il y a une version couleur car c'est ce que désire Coyote et une version noir et blanc pour satisfaire les « fans de la première heure ». C'est Mickaël Olivier, un professeur de Trois dimensions et filleul d'un vieil ami motard de Coyote, qui s'occupe des couleurs. Pour l'occasion, ce dernier prend le pseudonyme de Mikl.
En décembre 2010 sort un neuvième album qui est suivi par un hors-série en décembre 2011 et un dixième en octobre 2013 pour la version noir et blanc et début 2014 pour la version couleur,. Le hors-série, nommé Coyote et Litteul Kévin, est un livre-bilan où Coyote présente en détail sa carrière dans la bande dessinée,.
Également en 2013 et 2014, les sept premiers albums publiés chez Fluide glacial ressortent en version couleur,. Le premier album de cette édition diffère de la version noir et blanc de 1993. En effet, la version de 2013 ne comprend plus l'histoire Les grandes découvertes dans laquelle Litteul Kévin découvre la masturbation. Elle est remplacée par une nouvelle histoire nommée Album photo. Les premiers albums, qui ont alors plus de vingt ans, sont également dé-temporalisés. Ainsi, dans L'assorti au restau, la date de 1992 figurant sur un calendrier est remplacée par une bulle,. Dans l'histoire Happy Good Year, c'est la date de rencontre de Sophie et Chacal qui est effacée. En effet, la version originale indique en « 69 sur un sitting contre la guerre au Viet-Nam », la nouvelle remplace par « Il y a plus de quinze ans à une manif altermondialiste »,.
La mort de Coyote à la suite d'un accident cardiaque le 9 août 2015 met un terme définitif à la série,.

## Analyse

### Inspiration

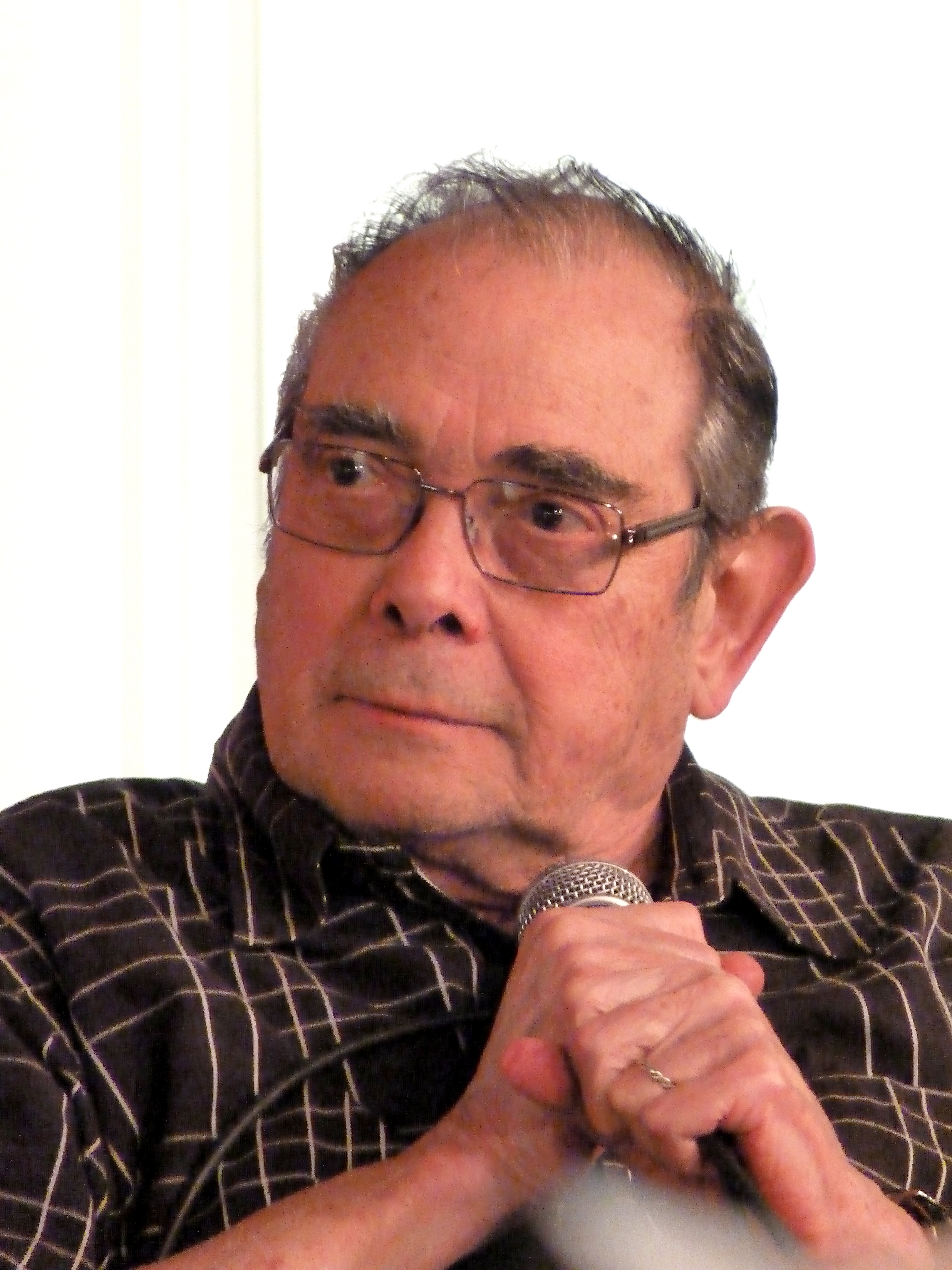
Gotlib en 2011.

Le dessin « élastique » de Coyote est très influencé par celui de Gotlib, l'auteur qu'il copiait lorsqu'il apprenait à dessiner,. Coyote se revendique d'ailleurs comme un fils spirituel de Gotlib.
Bien que Coyote n'ait jamais recopié Albert Uderzo, le dessinateur d’Astérix, son trait est également proche de celui-ci. Il a en effet appris à lire avec Astérix et a involontairement repris des caractéristiques des personnages de cette bande dessinée. Ses dessins le classent dans la catégorie des bandes dessinées à gros nez, caractéristiques de ses personnages comme les pommettes saillantes ou les nuques longues. Litteul Kévin, un petit blond avec des gros sourcils, c'est l'Astérix de Coyote tandis que son père, costaud avec un gros nez, c'est son Obélix,. Le reste des personnages est également proche de ceux du village gaulois d'Astérix. Le personnage du Gros, le serveur du bar où se retrouvent Chacal et ses amis, est par exemple très proche physiquement de Cétautomatix, le forgeron du village. Le chien de Kévin, Chouken, est lui aussi inspiré d'un personnage d'Astérix : le chien Idéfix. Coyote se dit également influencé par Jack Davis, Mort Drucker et Will Elder, des dessinateurs du magazine américain Mad.

### Série sur la famille
Coyote a voulu mettre en avant son fils en donnant son nom au héros de la bande dessinée, mais il ne s'inspire pas de son vécu pour illustrer les histoires. Il a simplement idéalisé la famille qu'il voulait avoir. Litteul Kévin, bien que se déroulant dans le monde de la moto, est avant tout une histoire de famille,. Coyote veut aussi démontrer qu'on peut être une famille différente de la norme, ici une famille de motards, tout en étant une famille aimante et saine.
Le huitième album est plus particulièrement centré sur Chacal, le père de Kévin, qui retrouve notamment son géniteur, un ancien légionnaire qui l'avait abandonné après la mort en couches de sa femme. Cette idée est venue à Coyote en 2001 alors qu'il avait entendu parler de la levée du secret de l'accouchement X. Le neuvième album continue cette introspection familiale qui est finalisée dans le dixième album à travers la découverte par Chacal de ses origines écossaises,.
Pour garder ce côté série familiale, Coyote décide que Litteul Kévin souffre du syndrome de Peter Pan. Il souhaite en effet ne pas le voir vieillir et donc le dessine toujours comme un enfant du même âge. Sa famille également évolue très peu,.

### Série sur la moto
Coyote dessine des ateliers et des motos car lui-même a passé beaucoup d'heures à démonter des moteurs dans des garages. Il aime dessiner des Harley-Davidson, surtout pour des motivations « esthétiques, plastiques et mécaniques ». Cependant, il reconnait que les motos « c'est très dur et très long à dessiner », c'est pourquoi elles jouent un rôle secondaire dans la série,. Chose que regrettent quelquefois les « fans de la première heure » de Coyote.
Pour la moto de Chacal, Coyote dessine la moto dont il rêve. Et, grâce au succès de la série, il se la fait construire à partir d'une Harley-Davidson Springer,,.

### Série sur la société contemporaine
À partir du huitième album (2009), la série s'ouvre plus sur le monde extérieur aux motards. Dans cet album, Coyote aborde l'homosexualité par la présence de ses héros dans une marche des fiertés. Auparavant son personnage de Chacal était clairement homophobe. Dans l'histoire L'assorti au restau (1992) il traite un serveur de « pédé », dans l'histoire Pour qui sonne la glabre ? (1998) il utilise le qualificatif de « tarlouze » et dans Ainsi fond, fond, fond (1993), il tabasse un homosexuel qui l'a regardé nu dans les douches d'une salle de sport. Dans l'histoire Lesbien raisonnable (2009) c'est au contraire à un homophobe que Coyote casse la figure à la suite de propos injurieux.

### Références culturelles

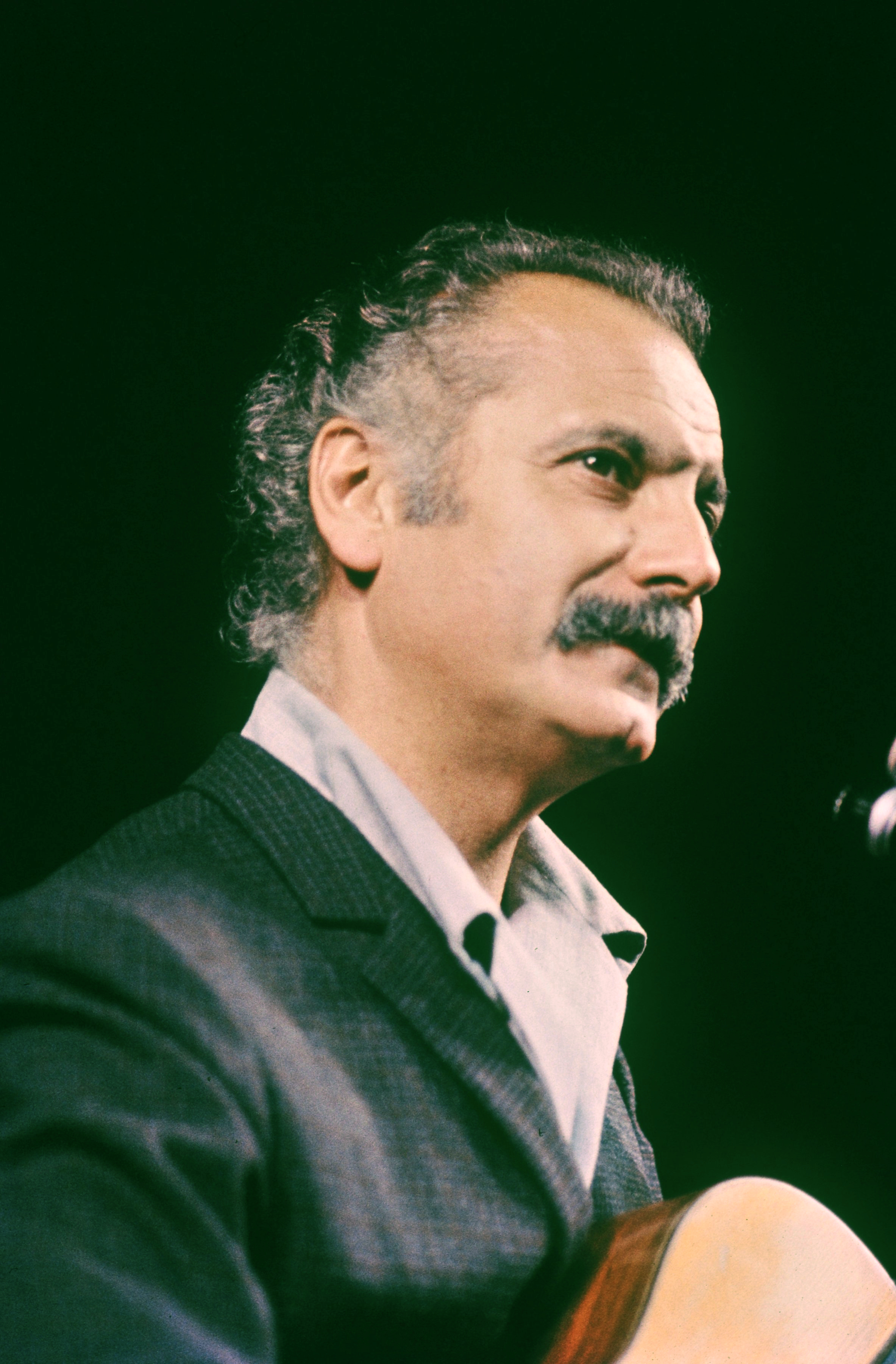
Georges Brassens inspire à Coyote plusieurs de ses histoires.

## Accueil

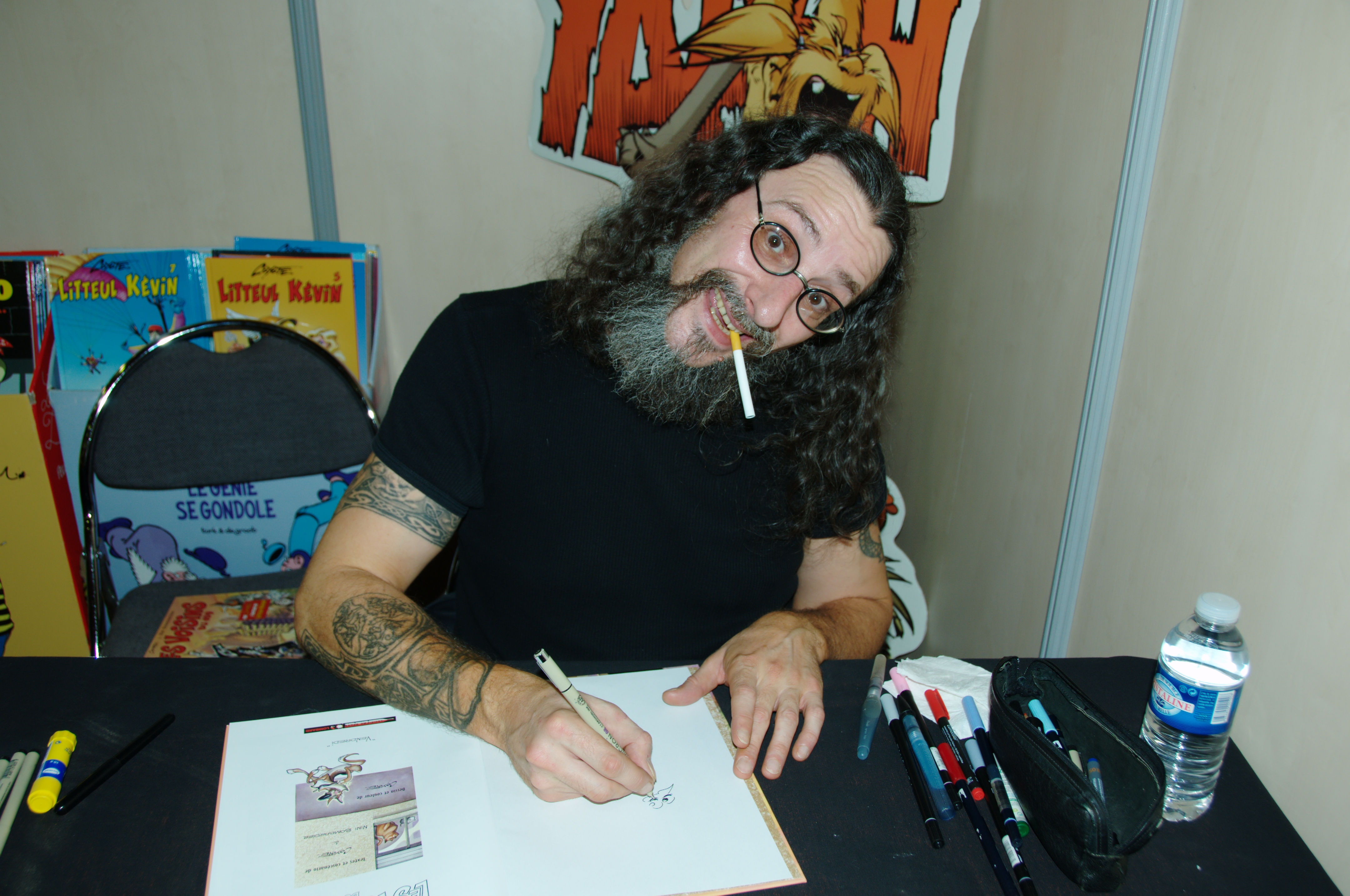
Coyote au festival de bande dessinée de Mandelieu-la-Napoule en 2008.